# James Adam (Altphilologe)
James Adam (* 7. April 1860 in Kinmuck, Keithhall, Aberdeenshire; † 30. August 1907 in Aberdeen) war ein britischer Altphilologe.
Nach dem Besuch der Old Aberdeen grammar school begann Adam 1876 an der University of Aberdeen ein Studium der Klassischen Philologie, das er 1880 mit einem first class honours B.A. abschloss. Daraufhin erhielt er einen Platz als Classical Scholar am Gonville and Caius College, Cambridge, wo er 1884 die erste Chancelor’s Medal gewann. Im selben Jahr wurde er zum Fellow des Emmanuel College ernannt, seit 1900 war er dort auch Senior Tutor. Daneben lehrte er auch am Girton College, einem 1869 gegründeten College für Frauen. 1903 wurde er mit der Textedition von Platons Staat zum Litt. D. promoviert. In den Jahren 1904 bis 1906 hatte er die Ehre, die Gifford Lectures on Natural Theology an der University of Aberdeen abzuhalten. Als Thema wählte er The Religious Teachers of Greece. 1906 kandidierte er mit einer praelection über The Doctrine of the Celestial Origin of the Soul from Pindar to Plato (veröffentlicht in The Vitality of Platonism and Other Essays) für die Wahl zum Regius Professor of Greek, eine Stellung, die durch den Tod von Richard Claverhouse Jebb vakant war und schließlich mit Henry Jackson wiederbesetzt wurde.
Adam war seit 1890 mit Adela Marion Adam, einer früheren Schülerin und lebenslangen Mitarbeiterin, verheiratet. Ihrer beider Söhne waren der Chemiker Neil Kensington Adam FRS (* 6. November 1891 in Cambridge; † 19. Juli 1973 in Southampton) und Arthur Innes Adam (* 25. April 1894; † 16. September 1916), ihrer beider Tochter die Soziologin Barbara Wootton (* 14. April 1897 in Cambridge; † 11. Juli 1988 in Surrey). Adela Marion Adam veröffentlichte die Gifford Lectures ihres Mannes unter Beifügung einer biographischen Skizze sowie andere Schriften aus dem Nachlass. Sie ist auch Verfasserin eines eigenen Platon–Buches: Plato’s Moral and Political Ideas (1913).
Adam ist bekannt für seine Platon-Editionen und -Kommentare (Apologie, Kriton, Euthyphron, Protagoras und – über ein Jahrhundert hin mehrfach nachgedruckt – Politeia) sowie für die Gifford Lectures über „The Religious Teachers of Greece“.

## Schriften (Auswahl)
- Platonis Apologia Socratis. With introduction, notes and appendices. University Press, Cambridge 1887.
- Platonis Crito. Edited with introduction, notes and glossary. University Press, Cambridge 1888.
- Platonis Euthyphro. With introduction and notes. University Press, Cambridge 1890.
- The Nuptial Number of Plato. Its solution and significance. C. J. Clay, London 1891.
- mit Adela Marion Adam: Platonis Protagoras.  With introduction and notes. University Press, Cambridge 1893; Nachdruck 1971. Kommentar im Perseus Project (perseus.tufts.edu).
- The Republic of Plato. Edited with critical notes, and an introduction on the text. University Press, Cambridge 1897, second edition 1909.
- The Republic of Plato. Edited with critical notes, commentary and appendices. University Press, Cambridge 1902, Kommentar im Perseus Project (perseus.tufts.edu).
  - The Republic of Plato. Edited with critical notes, commentary, and appendices. With a new introduction by D. A. Rees. Cambridge University Press, Cambridge, Band 1: Introduction & Books I–V, (books.google.de Leseprobe); Band 2: Books VI–X and Indexes. 1963, Nachdrucke 1965, 1969, 1975, 2009.
- The Religious Teachers of Greece. Being Gifford Lectures on Natural Religion Delivered at Aberdeen. Edited, with a memoir, by his wife Adela Marion Adam. T. & T. Clark, Edinburgh 1908 (Textarchiv – Internet Archive).
- The Vitality of Platonism and Other Essays. Edited by his wife Adela Marion Adam. University Press, Cambridge 1911.